# Blokada
Pour plus de détails, voir Fiche technique et Distribution.
Blokada est un film russe réalisé par Sergei Loznitsa et sorti en 2006.

## Synopsis
En noir et blanc et sans dialogue, Blokada utilise des images d'archive prises lors du Siège de Léningrad.
Le documentaire présente véritablement toute la durée du siège : du début relativement optimiste avec des soldats russes marchant vaillamment et la présentation de prisonniers allemands, à l'arrivée de l'hiver et à la vision devenue banale de civils laissés pour morts dans les rues. Au printemps arrive le dégel, et il faut enterrer les victimes dans des fosses communes creusées à la hâte. 
À la fin du siège, la pendaison de soldats allemands en présence des civils survivants ne peut pas faire oublier les horreurs vécues au cours des années précédentes.

## Fiche technique
- Titre : Blokada (Блокада)
- Réalisation : Sergei Loznitsa
- Pays d'origine :  Russie
- Société de production : St. Petersburg Studio of Documentary Films
- Format : Noir et blanc
- Genre : Documentaire
- Durée : 52 minutes
- Date de sortie : 15 août 2006 en  Russie